# LPGA Tour 1972
Navigation
Édition précédente Édition suivante
Le LPGA Tour 1972 est la vingtième-troisième édition du Ladies Professional Golf Association Tour (LPGA), circuit professionnel féminin de golf, qui se déroule du 5 janvier 1972 au 5 novembre 1972 exclusivement aux États-Unis. Cette vingtième-troisième édition de ce circuit permet de proposer un certain nombre de tournois professionnels destinés aux femmes en dehors des compétitions amateurs. La volonté de la professionnalisation des golfeuses leur permet désormais de gagner de l'argent en jouant au golf.
Cette saison comporte vingt-neuf tournois, soit neuf de plus qu'en 1971 et aucun tournoi hors des frontières des États-Unis, auxquels sont insérées des dotations financières en fonction du résultat de la golfeuse. Trois de ces tournois sont considérés comme « tournoi majeur » - le Championnat Titleholders (de retour après six années d'absence), le Championnat de la LPGA et l'Open américain - et sont considérés comme les plus prestigieux et difficiles à remporter.
L'Américaine Kathy Whitworth est désignée « Joueuse de l'année de la LPGA » (« Player of the Year ») pour la sixième fois de sa carrière et gagne le classement des gains remporté avec des gains records de 65 063 $ en remportant cinq victoires mais aucun tournoi majeur. Les tournois majeurs sont remportés par Sandra Palmer (Championnat Titleholders), Kathy Ahern (Championnat de la LPGA) et Susie Berning (Open américain). Enfin, le « Trophée Vare » récompensant la golfeuse ayant la moyenne de score la plus basse de la saison est remporté par Kathy Whitworth pour la septième fois.

## Histoire
Pour l'organisation de cette vingtième-troisième édition, tous les tournois se disputent aux États-Unis par des golfeuses principalement américaines professionnelles et amateures. Le calendrier établi fait débuter la saison par l'Invitational de Burdine en Floride remporté par Marlene Hagge. Au cours de cette saison, tous les tournois ont été remportés par des golfeuses américaines professionnelles.
L'Américaine Kathy Whitworth est désignée « Joueuse de l'année de la LPGA » (« Player of the Year ») pour la sixième fois de sa carrière et gagne le classement des gains remporté avec des gains records de 65 063 $ en remportant cinq victoires mais aucun tournoi majeur. Les tournois majeurs sont remportés par Sandra Palmer (Championnat Titleholders), Kathy Ahern (Championnat de la LPGA) et Susie Berning (Open américain).

## Participantes à la saison LPGA 1972
Les participantes ont deux statuts. Certaines sont devenues professionnelles, et pour certaines avant la création de ce circuit, mais de nombreuses amateures prennent également part aux tournois sans toutefois pouvoir recevoir le montant des gains en raison de leur statut.
| Participantes    | Participantes         | Participantes      | Participantes     | Participantes    |
| Professionnelles | Professionnelles      | Professionnelles   | Professionnelles  | Professionnelles |
| ---------------- | --------------------- | ------------------ | ----------------- | ---------------- |
| Kathy Ahern      | Debbie Austin         | Pam Barnett        | Patty Berg        | Susie Berning    |
| Jane Blalock     | Jocelyne Bourassa     | Gerda Boykin       | Murle Breer       | Betty Burfeindt  |
| JoAnne Carner    | Kathy Cornelius       | Clifford Ann Creed | Mary Lou Crocker  | Betsy Cullen     |
| Althea Darben    | Gail Denenberg        | Cathy Duggan       | Shirley Englehorn | Gloria Ehret     |
| Jan Ferraris     | Marlene Hagge         | Shelley Hamlin     | Sandra Haynie     | Pam Higgins      |
| Hisako Higuchi   | Lesley Holbert        | Betty Jameson      | Judy Kimball      | Sally Little     |
| Carol Mann       | Margie Masters        | Sharon Miller      | Mary Mills        | Barbara Myers    |
| Etsuko Nakamura  | Norma Owens           | Sandra Palmer      | Renee Powell      | Jo Ann Prentice  |
| Judy Rankin      | Betsy Rawls           | Sue Roberts        | Barbara Romack    | Masako Sasaki    |
| Carole Jo Skala  | Marilynn Smith        | Shirley Spork      | Beth Stone        | Cynthia Sullivan |
| Louise Suggs     | Kathy Whitworth       | Peggy Wilson       | Mickey Wright     | Sayoko Yamazaki  |
| Amateures        |                       |                    |                   |                  |
| Jane Booth       | Carol Semple Thompson |                    |                   |                  |

## Calendrier de la saison 1972
L'édition 1972 se déroule du 5 janvier 1972 au 5 novembre 1972. La tableau suivant présente tous les tournois programmés pour la saison 1972. Les chiffres entre parenthèses correspondent au nombre de victoires remportées au moment de la victoire de la golfeuse audit tournoi remporté. Les tournois majeurs sont indiqués en gras.
| Date       | Tournoi                                         | Catégorie      | Dotation (US$) | Vainqueur individuelle |
| ---------- | ----------------------------------------------- | -------------- | -------------- | ---------------------- |
| 09/01/1972 | Invitational de Burdine, Floride                |                | 30 000 $       | Marlene Hagge (26)     |
| 12/03/1972 | Open de Lady Eve, Texas                         |                | 25 000 $       | Judy Rankin (6)        |
| 19/03/1972 | Open d'Orange Blossom, Floride                  |                | 20 000 $       | Carol Mann (30)        |
| 26/03/1972 | Classic de Sears, Floride                       |                | 85 000 $       | Betsy Cullen (1)       |
| 16/04/1972 | Colgate-Dinah Shore Winner's Circle, Californie |                | 110 000 $      | Jane Blalock (4)       |
| 23/04/1972 | Classic de Birmingham Centennial, Alabama       |                | 30 000 $       | Betty Burfeindt (1)    |
| 30/04/1972 | Open d'Alamo, Texas                             |                | 25 000 $       | Kathy Whitworth (60)   |
| 07/05/1972 | Classic de Sealy, Nevada                        |                | 50 000 $       | Betty Burfeindt (2)    |
| 16/05/1972 | Internationale de Suzuki Golf, Californie       |                | 38 000 $       | Jane Blalock (5)       |
| 21/05/1972 | Invitational de Bluegrass, Kentucky             |                | 25 000 $       | Kathy Cornelius (5)    |
| 29/05/1972 | Championnat Titleholders, Caroline du Nord      | Tournoi majeur | 20 000 $       | Sandra Palmer (3)      |
| 04/06/1972 | Open de Lady Carling, Maryland                  |                | 30 000 $       | Carol Mann (31)        |
| 11/06/1972 | Championnat de la LPGA, Massachusetts           | Tournoi majeur | 50 000 $       | Kathy Ahern (2)        |
| 02/07/1972 | Open américain, New York                        | Tournoi majeur | 40 000 $       | Susie Berning (8)      |
| 09/07/1972 | Classic de George Washington, Pennsylvanie      |                | 30 000 $       | Kathy Ahern (3)        |
| 23/07/1972 | Invitational de Raleigh, Caroline du Nord       |                | 20 000 $       | Kathy Whitworth (61)   |
| 30/07/1972 | Open de Pepsi, Géorgie                          |                | 25 000 $       | Jan Ferraris (2)       |
| 06/08/1972 | Open de Knoxville, Tennessee                    |                | 31 500 $       | Kathy Whitworth (62)   |
| 13/08/1972 | Classic de Pabst, Ohio                          |                | 30 000 $       | Marilynn Smith (21)    |
| 20/08/1972 | Open de Southgate, Kansas                       |                | 20 000 $       | Kathy Whitworth (63)   |
| 27/08/1972 | Open de National Jewish Hospital, Colorado      |                | 25 000 $       | Sandra Haynie (24)     |
| 10/09/1972 | Open de Dallas Civitan, Texas                   |                | 33 000 $       | Jane Blalock (6)       |
| 17/09/1972 | Classic de First Classic, Texas                 |                | 20 000 $       | Sandra Haynie (25)     |
| 25/09/1972 | Open de Lincoln-Mercury, Californie             |                | 25 000 $       | Sandra Haynie (26)     |
| 01/10/1972 | Classic de Portland, Oregon                     |                | 25 000 $       | Kathy Whitworth (64)   |
| 10/10/1972 | Open d'Heritage Village, Connecticut            |                | 25 000 $       | Judy Rankin (7)        |
| 22/10/1972 | Classic GAC, Arizona                            |                | 30 000 $       | Betsy Rawls (55)       |
| 29/10/1972 | Open du Corpus Christi Civitan , Texas          |                | 20 000 $       | Jo Ann Prentice (3)    |
| 05/11/1972 | Classic de Lady Errol, Floride                  |                | 30 000 $       | Jane Blalock (7)       |

## Classements saison 1972

### Tableau des gains («Money list»)
Le tableau ci-dessous est le classement des golfeuses par gains obtenus sur cette saison 1972. Le classement par gains est remporté par Kathy Whitworth avec 65 063 $ remportés.
| Cla. | Golfeuses       | Gains    | Victoires |
| ---- | --------------- | -------- | --------- |
| 1    | Kathy Whitworth | 65 063 $ |           |
| 2    | Jane Blalock    | 57 323 $ |           |

### Trophée Vare («Vare Trophy»)
Le tableau ci-dessous est le classement des golfeuses par scores les plus bas sur cette saison 1972.
| Cla. | Golfeuses       | Moyenne |
| ---- | --------------- | ------- |
| 1    | Kathy Whitworth |         |